# Fernando Buesa Blanco
Fernando Buesa Blanco (Bilbao, 29 de maig de 1946 - Vitòria, 22 de febrer de 2000) va ser un polític basc, militant primer de Democràcia Cristiana Basca i posteriorment del Partit Socialista d'Euskadi - Euskadiko Ezkerra.
Va estudiar Dret a Madrid i Barcelona i va exercir com advocat de 1970 a 1986 en Vitòria. Pel PSE-EE, va ser regidor a Vitòria (1983-97), membre del Parlament Basc (1984-2000) i Diputat General d'Àlaba (1987-91). Va ser també vice-lehendakari i conseller d'educació en un govern de coalició entre el PSE-EE i el PNB entre 1991 i 1994. Des d'aquest càrrec, va dirigir el procés que va regularitzar les ikastolak (col·legis que fomenten l'aprenentatge de la llengua basca), integrant-les en la xarxa pública del País Basc o en el sector de l'educació privada. Una vegada fora del Govern, va seguir sent el líder del PSE-EE a Àlaba, i portaveu del grup parlamentari en el Parlament Basc.
Com altres càrrecs polítics del País Basc, estava sent protegit pel departament d'Interior en previsió d'un possible atemptat d'ETA. Això finalment va ocórrer al febrer de 2000. Quan caminava pel campus de Vitòria de la Universitat del País Basc, ETA va fer esclatar un cotxe-bomba al seu pas, matant Buesa i el seu escorta, l'ertzaina alabès Jorge Díez (el doble assassinat va inspirar el documental Asesinato en febrero d'Eterio Ortega Santillana). L'estadi vitorià en el qual juga el Baskonia, abans anomenat Araba Arena, va rebre el nom de Fernando Buesa Arena com a homenatge a l'exregidor.